# 11 Pułk Piechoty (Księstwo Warszawskie)

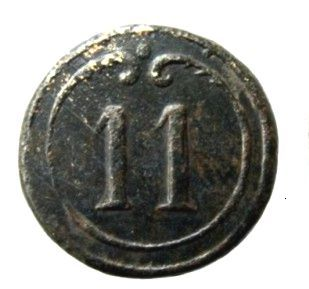
Guzik 11 Pułku Piechoty Księstwa Warszawskiego

11 Pułk Piechoty – polski pułk piechoty okresu Księstwa Warszawskiego.

## Formowanie i zmiany organizacyjne
Sformowany w 1806 w Poznaniu jako 3 pułk piechoty Legii Poznańskiej. Wchodził w skład 3 DP Jana Henryka Dąbrowskiego. Pod koniec 1809 roku pułk liczył 2145 żołnierzy.
Dotychczasowy 3 pułk piechoty Legii Poznańskiej otrzymał numer 11 i wszedł w skład 3 Dywizji Piechoty gen. J.H. Dąbrowskiego. Po zakończeniu działań bojowych, zgodnie z rozkazem z 10 sierpnia 1807, 11 pułk piechoty płk. Mielżyńskiego stanął garnizonem w Poznaniu.
Bez specjalnych wydarzeń służba pułku w Gdańsku trwała przez dwa lata do roku 1809. Według etatu z 1810 roku, pułk składał się ze 27 osobowego sztabu i trzech batalionów piechoty po 6 kompanii. Sztaby batalionów liczyć miały 4 osoby, a kompanie 136 żołnierzy. W sumie w pułku powinno służyć 2487 żołnierzy. Faktycznie stan osobowy oddziału był nieco mniejszy.
W czasie przygotowań do inwazji na Rosję 1812 roku pułk włączony został w struktury 7 Dywizji gen. Grandjean.
Po abdykacji Napoleona, car Aleksander I wyraził zgodę na odesłanie oddziałów polskich do kraju. Miały one stanowić bazę do tworzenia Wojska Polskiego pod dowództwem wielkiego księcia Konstantego. 13 czerwca 1814 roku pułkowi wyznaczono miejsce koncentracji w Łomży.
Pułk nie został jednak odtworzony, bowiem etat armii Królestwa Polskiego przewidywał tylko 12 pułków piechoty. Nowe pułki piechoty sformowano dopiero po wybuchu powstania listopadowego. Rozkaz dyktatora gen. Józefa Chłopickiego z 10 stycznia 1831 roku nakładał obowiązek ich organizowania na władze wojewódzkie. W województwie sandomierskim tworzony był  1 Pułk Województwa Sandomierskiego przemianowany później na 11 pułk piechoty liniowej.

## Działania zbrojne
Wiosną 1809 roku Księstwo Warszawskie zostało zaatakowane przez wojska austriackie. Idący wzdłuż Wisły korpus austriackiego arcyksięcia zdobył Warszawę i posuwał się dalej na północ w kierunku Torunia. Do wzmocnienia obrony twierdzy na początku maja 1809 z Gdańska Mielżyński przybył z jednym batalionem swojego pułku. Uczynił to wbrew rozkazom, a ponadto swoim przykładem pociągnął wielu polskich oficerów stacjonujących bezczynnie w Gdańsku, ale konsekwencji za to nie poniósł. W Toruniu został jednym z trzech członków rady wojennej miasta. 
14 maja austriacka awangarda dowodzona przez gen. Mohra stanęła pod Toruniem. Najbardziej wysuniętego szańca przedmostowego fortecy bronił III batalion 11 pułku, złożony jak cała załoga, „ze świeżego rekruta, nieubranego jeszcze, opatrzonego tylko w broń i patrontasze”. Na szańcu stało tylko 6 dział. Austriacy zaatakowali o świcie 15 maja, starając się wpierw zasypać fosę. Pomimo ognia z szańca i fortecy nieprzyjaciel przedarł się z lewego boku i wdarł się na okopy.
Załoga szańca, zagrożona odcięciem, rejterowała do twierdzy. Wtedy wsławił się odważny kapitan Szembek, który dowodził złożoną z Francuzów kompanią grenadierów. Sam Mielżyński zatrzymał się w odwrocie na kępie w środku rzeki, dzielącej most na dwie części, ścigany przez Austriaków aż do położonej tam reduty. Ogień z reduty kierowany przez szefa batalionu Hurtiga i kontratak Białkowskiego zatrzymały wroga. Jako że komendant Torunia gen. Woyczyński odmówił poddania miasta, a przeciwnik nie mógł go zdobyć, po kilku dniach odstąpiono od oblężenia.
Ogólna sytuacja na froncie była jednak dramatyczna, więc po krótkim pobycie w Toruniu Mielżyński wraz z 600-osobowym oddziałem podążył do Wielkopolski, gdzie organizowała się nowa dywizja J.H. Dąbrowskiego (według stanu na dzień 1 września 1809 11 pułk piechoty S. Mielżyńskiego liczył zaledwie 17 oficerów i 645 szeregowców). Nie dość, że Mielżyński nie poniósł konsekwencji samowolnego opuszczenia Gdańska, to jego odwaga i talent wojskowy zostały dostrzeżone przez przełożonych. Za udział w kampanii 1809 został awansowany na stopień generała brygady (20 marca 1810). 
W kampanii napoleońskiej 1812 – pułk brygady Michała Gedeona Radziwiła wchodzący  w skład I Korpusu marsz. Ludwika Davouta, a następnie X Korpusu marsz. Stefana Macdonalda.

## Żołnierze pułku
Pułkiem dowodzili:
- Stanisław Kostka Mielżyński (24 listopada 1806),
- Aleksander Chlebowski (10 czerwca 1810).

## Bitwy i potyczki
- Tczew (23 lutego 1807)
- Gdańsk, Friedland (14 czerwca 1807)
- Pomorze, Gdańsk (7 lutego, 27 kwietnia i 29 sierpnia 1813)

## Mundur
Przepis ubiorczy z 3 września 1810 roku nie doprowadził jednak do całkowitego ujednolicenia munduru piechoty. Niektóre pułki dość  znacznie różniły się od ustaleń regulaminowych.
W 11 pułku piechoty były to bermyce gładkie z białymi kordonami.

## Chorągiew
Orzeł pułku 11 piechoty
Orzeł posrebrzany. Pod orłem tablica w mosiężnej ramie z takimże napisem na tle czernionym z napisem literami nakładanymi: "Pułk 11 /Piechoty", na odwrocie: „WOYSKO POLSKIE". Kokarda karmazynowa długości 62 cm, frędzla złota. W 1898 roku chorągiew ta znajdowała się w Soborze Kazańskim w Petersburgu.